# 刘永锡 (崇祯举人)
刘永锡（1599年—1654年），字钦尔，号賸庵。山西魏县人，明朝政治人物。

## 生平
1635年（崇祯八年）举人，官至江南长洲教谕。刘永锡曾于1644年接替陆一鹏任崇明县知县一职，1644年由徐鼎接任。明朝灭亡，隐居相城，后移居阳城湖滨，与妻子、子女织席为生。人称席先生。拒绝清朝征召，以自杀明志。贫穷饥饿，终不离长洲。顺治十一年饿死，死前三呼“烈皇帝”。

## 延伸阅读
[在维基数据编辑]
 《清史稿·卷501》，出自趙爾巽《清史稿》